# サッカーアフガニスタン女子代表
サッカーアフガニスタン女子代表（サッカーアフガニスタンじょしだいひょう）は、アフガニスタンサッカー連盟(英語: Afghanistan Football Federation, 略称：AFF)によって編成されるアフガニスタンの女子サッカーナショナルチームである。アジアサッカー連盟(AFC)に所属している。2010年に代表チームが結成された。アジアの女子サッカー選手権であるAFC女子アジアカップには予選を含め出場したことがない。
女子ワールドカップ、オリンピックともに出場はない。

## ワールドカップの成績
（代表結成後のみ）
- 2011 - 不参加

## オリンピックの成績
（代表結成後のみ）
- 2012 - 不参加

## アジアカップの成績
（代表結成後のみ）
- 2010 - 不参加

## 南アジア競技大会の成績
- 2010 - 不参加

## FIFAランキング
- 初登場 - 127位(2011年3月)
- 最高順位 - 127位(2011年3月)
- 最低順位 - 136位(2011年12月)